# Левен, Хенрика Юлиана фон
Баронесса Хенрика Юлиана фон Левен (Ливен) (швед. Henrika (Hinrica) Juliana von Liewen; 1709—1779) — шведская придворная дама, фрейлина.

## Биография
Родилась 16 февраля 1709 года. Была дочерью риксрода графа Ханса Хенрика фон Левена старшего и его жены Магдалены Юлианы фон Тизенхаузен (Magdalena Juliana von Tiesenhausen); сестра риксрода Ханса Хенрика фон Левена младшего.
В 1744 году она стала hovfröken у наследной принцессы Луизы Ульрики Прусской. В 1747 году получила статус kammarfröken.
В 1748 году Хенрика Юлиана вышла замуж за подполковника, управляющего замком Дроттнингхольм барона — Карла Хорлемана и отдалилась от двора, хотя продолжила дружественные отношения с Луизой Ульрикой.
В 1753 году умер муж Хенрики Юлианы. В 1755 году она получила пенсию от парламента, в котором доминировала пария «шляп», а Хенрика была её сторонником. После победы в 1765 году партии «копаков» она практически потеряла пенсию. Но за то, что она пожертвовала в Королевскую библиотеку Стокгольма книги и коллекцию работ своего мужа, ей было разрешено сохранить прежнюю пенсию.
Умерла 26 августа 1779 года в Стокгольме.